# 缩尺复合体平流层发射双体飞机
缩尺复合体“平流层发射”双体飞机是缩尺复合体公司受平流层发射系统委托制造的空中发射运输机。该项目于2011年12月首次披露，2017年5月下线，并于2019年4月13日首飞， 2021年4月30日第二次飛行。该飞机采用非传统的双机身设计，超越休斯H-4大力神，成为目前人类制造的翼展最大的飞机。能携带约250公噸（250長噸；280短噸）的载荷，最大起飞重量为590公噸（580長噸；650短噸）。

## 设计

一些大型飞機的比較：
休斯H-4大力神
安-225运输机
空中巴士A380-800
波音747-8
平流層發射飛機

“平流层发射”飞机采用双机身设计，每个机翼长达73米，下方各有12个主起落架和2个机鼻起落架，整架飞机共有28个起落架。其双机身的设计和2008年首飞的白色骑士2号极为类似，两个机身有自己的尾翼来控制水平和垂直方向的平衡。这样的设计为其运载的飞船留下空间，也避免了飞行中相互的影响。
在飞行过程中，飞行员和飞行工程师在右侧机身控制飞机，而左侧机身没有人员，也没有加压，其内部集成了飞行数据系统。
“平流层发射”飞机的翼展达到117米（385英尺），比一个标准美式足球场的长度（110米）还要长。超高的展弦比使得机翼可以挂载最多230吨的载具。每侧机翼下安装有3台普惠PW4000大涵道比涡轮风扇发动机，每一台可以提供约252.4kN的推力。“平流层发射”飞机的不少关键部件都来自波音747-400飞机，例如引擎、航电、座舱、起落架等其他系统，以降低整个项目的研发成本。
由于体积庞大，“平流层发射”飞机对跑道要求也颇高，起飞需要跑道长3,700米。根据设计，“平流层发射”飞机会在一万一千米高空发射挂载的火箭。可以投送6.1吨的卫星到近地轨道，或者2吨的卫星到地球同步转移轨道。还可以挂载逐梦者太空飞机等小型太空飞机。
缩尺复合体公司内部将其型号定为M351，但这架飞机也被称为“Roc”，出自中东神话中的大鹏，传说体形巨硕，羽呈白色，以象为食，力大无匹。